# 佐藤究
佐藤 究（さとう きわむ、1977年9月13日 - ）は、日本の小説家。旧筆名は佐藤 憲胤（さとう のりかず）。

## 経歴
福岡県福岡市に生まれる。福岡大学附属大濠高等学校卒業。友人の叔父が経営する会社で働く中で、詩人の河村悟に教示を受ける。もっとも、佐藤自身は＜教示＞という「記述からは、師と弟子という関係が読み取れる」として、「私としては、河村氏を師だと思ったことはない」、「教えを乞わずに、あくまで「勝手に」学んだのだ」と述べている。
2004年、『サージウスの死神』が第47回群像新人文学賞の優秀作に選ばれる。その後、「佐藤 憲胤（さとう のりかず）」名義で2冊の単行本を刊行し、執筆を続けるも「純文学の世界で十年以上を不良在庫」として過ごす。この間、警備員の仕事や、郵便局の仕分けで糊口をしのぐ。
2015年、誰に頼まれたわけでもないゾンビ小説を書いて、知己の編集者にその作品の話をしたところ、江戸川乱歩賞への応募をすすめられる。この時の事について、新人からやり直したらどうかという意味合いを受け取ったと語っている。2016年、「犬胤 究（けんいん きわむ）」の筆名で書いた「QJKJQ」が第62回江戸川乱歩賞を受賞。筆名を「佐藤 究（さとう きわむ）」に改名し、刊行された。
2018年、『Ank: a mirroring ape』で第20回大藪春彦賞、第39回吉川英治文学新人賞を受賞。
2021年、『テスカトリポカ』で第34回山本周五郎賞、第165回直木賞を受賞。17年ぶり、史上2度目のダブル受賞となる。
2024年、直木賞受賞第一作となる『幽玄Ｆ』で第37回柴田錬三郎賞を受賞。同賞は河出書房新社による刊行作品として初の受賞だった。

## 人物
趣味は、フィギアやプラモデルの組み立てであり、プロレスも好む。

## ミステリ・ランキング
- 週刊文春ミステリーベスト10
  - 2016年 - 『QJKJQ』13位
  - 2021年 - 『テスカトリポカ』2位
  - 2022年 - 『爆発物処理班の遭遇したスピン』16位

- このミステリーがすごい!
  - 2018年 - 『Ank: a mirroring ape』25位
  - 2022年 - 『テスカトリポカ』2位
  - 2023年 - 『爆発物処理班の遭遇したスピン』6位
  - 2025年 - 『幽玄F』26位

- ミステリが読みたい!
  - 2022年 - 『テスカトリポカ』2位
  - 2023年 - 『爆発物処理班の遭遇したスピン』6位

## 作品リスト
佐藤憲胤名義
- サージウスの死神（2005年5月、講談社、ISBN 9784062129053/ 2020年4月、講談社文庫）
  - 第47回群像新人文学賞 優秀作
  - 初出:『群像』2004年6月号
- ソードリッカー（2009年1月、講談社、ISBN 9784062151757）
  - 初出:『群像』2008年3月号
  - 同時収録「ライトワーム」初出:『群像』2006年4月号

佐藤究名義
- QJKJQ（2016年8月、講談社 / 2018年9月、講談社文庫）
  - 第62回江戸川乱歩賞 受賞
- Ank: a mirroring ape（2017年8月、講談社 / 2019年9月、講談社文庫）
  - 第20回大藪春彦賞 受賞
  - 第39回吉川英治文学新人賞 受賞
  - 第71回日本推理作家協会賞長編部門候補
- ツォンパントリ（『中国・ＳＦ・革命』2020年7月、河出書房新社）[8]
  - 初出:『文藝』2020年 春季号[9]
- テスカトリポカ（2021年2月、KADOKAWA/ 2024年6月、角川文庫）[10]
  - 第34回山本周五郎賞 受賞
  - 第165回直木三十五賞 受賞
  - 初出: 第一部（『カドブンノベル』 2020年12月号）[11]
  - 第一部十三章　特別公開（『カドブン』2020年11月26日〜2021年2月18日）[12]
- 爆発物処理班の遭遇したスピン（2022年6月、講談社）
  - 爆発物処理班の遭遇したスピン（初出:『小説現代』2018年2月号）
  - ジェリーウォーカー（初出:『NOVA』2019年春号[13]、河出文庫 ）
  - シヴィル・ライツ（初出:『小説現代』2016年9月号[14]）
  - 猿人マグラ（初出:怪談専門誌『幽』vol.26 夢野久作特集号 2016年12月発行）
  - スマイルヘッズ（初出:『小説現代』2018年9月号[15]）
  - ボイルド・オクトパス（初出:『たべるのがおそい』vol.6 2018年10月）
  - 九三式（初出:『小説現代 特別編集 乱歩賞特集』2019年10月号）
  - くぎ（初出:『読楽』2018年5月号[16]）
    - 第72回日本推理作家協会賞短編部門候補
- 幽玄F（2023年10月、河出書房新社）
  - 第37回柴田錬三郎賞 受賞
  - 初出：『文藝』2023年夏季号[17]。
- トライロバレット（2024年12月、講談社文庫）

### 単行本未収録作品
佐藤憲胤名義
- ヒトラーの骨（『群像』2005年4月号）
- プラスチックハンガー（『群像』2005年5月号）

佐藤究名義
- ペンキ塗りたて（『早稲田文学 』vol.033  2017年2月発行）
- 超新星爆発主義者（『小説宝石』 2020年10月号）
  - 『真藤順丈リクエスト！絶滅のアンソロジー』（光文社2021年8月 / 光文社文庫2022年9月）収録[18]
- 邪説巌流島（『小説すばる』フラッシュフィクション「千字一話」2021年8月号）
  - 『時代小説ザ・ベスト2022』（集英社文庫2022年6月）収録[19]。

## 書評・解説・レビュー
- 【書評】零下四〇度の地で見出された〈時〉『収容所のプルースト』ジョゼフ・チャプスキ著  岩津航訳  共和国刊（『文藝』2018年夏季号）ISBN 978-4-907986-42-1
- 【舞台考察】バレエ「Ｍ」、三島が残した＜ムスビ＞  東京バレエ団『Ｍ』/振付：モーリス・ベジャール（朝日新聞　2020年11月1日）[20]
- 【書評】新刊ドラフト会議「プロレス社会学のススメ―コロナ時代を読み解くヒント」斎藤文彦、プチ鹿島著　ホーム社（『Number』1046）[21]
- 【レビュー】復讐ではない正義や力の在り方/取材・文：稲垣貴俊（『THE BATMAN－ザ・バットマン－』2022年アメリカ映画/パンフレット）
- 【書評】メタファーの霧、寓話の実験室『信仰』村田沙耶香著  文藝春秋（『群像』2022年9月号）
- 【書評】うしなわれた温かきディストピア『アド・バード』椎名誠著（集英社文庫45周年記念「あの人の集英社文庫」2022年10月）[22]
- 【コラム】洋上の悪夢、失われた王国からの警告 （『BLACK DEMON』2023年アメリカ映画/パンフレット）
- 【解説】コーマック・マッカーシーが教えてくれた「書くことの本質」『ノー・カントリー・フォー・オールド・メン』（コーマック・マッカーシー／黒原敏行訳）（ハヤカワepi文庫　2023年3月）[23]
- 【書評】『街とその不確かな壁』村上春樹著 新潮社（『週刊現代』2023年5月20日号）
- 【解説】インドネシアの神話的な混沌の海『ドゥルガーの島』篠田節子著 新潮社（波　2023年9月号）[24]

## 寄稿
- 「特別料理 menu119」（『小説すばる』2016年10月号）
  - 「勝負師のスパイス」『ベストエッセイ2017』（光村図書出版）収録[25]。
- 「人はなぜ闘うのかを問い続ける、命の表現がここにある」特集「ありがとうプロレス」（ダ・ヴィンチ 2017年8月）[26]
- 「武林隠者 名もなき拳法家」コラム oh! my IDOL（『小説すばる』2017年11月号）
- ドグラ・マグラと人類の無意識について（『民ヲ親ニス』「夢野久作と杉山3代研究会」会報 第５号、2017年11月20日発行、ISBN 9784883451142）
  - 2017年3月11日に筑紫野文化会館で開催された「夢野久作と杉山3代研究会」第5回研究大会の基調講演に加筆修正
- 「エドガー・アラン・ポー『ポオ小説全集3』177年後のモルグ街へ」私の一冊（『ミステリーズ’86』2017年12月）
- 「時空の裂け目から顔をのぞかせる昭和」未来に読み継ぎたい平成の3冊（サンデー毎日 2018年1.7-14新春合併号）
- 「『読むこと』から免れると危ない」わが人生最高の10冊（『週刊現代』2018年6.30）[27]
- 「佐藤究の《亀》」作家の字典（『小説BOC 10』2018年夏号）[28]
- 「ニューヨークのボートの下」私のTRIP体験（『TRIPPER』2018年秋季号）[29]
  - 『ベストエッセイ2019』（光村図書出版）収録[30]。
- 「黄金期のスイング・ジャズの音色のように」筒井康隆この一作『美藝公』（『文藝別冊 筒井康隆 総特集 日本文学の大スタア』KAWADE夢ムック 2018年10月）[31]
- 江戸川乱歩と夢野久作ー葬儀映像と葬儀記念写真から（『民ヲ親ニス』「夢野久作と杉山3代研究会」会報 第6号、2019年4月30日発行、ISBN 9784883451203）
  - 2018年3月17日に拓殖大学で開催された「夢野久作と杉山3代研究会」第6回研究大会に於いて、平井憲太郎（江戸川乱歩の孫）×杉山満丸（夢野久作の孫）×佐藤究、三名による鼎談レポート
- 「死に向かってビルドアップされてゆく肉体」（『文藝別冊 三島由紀夫1970』KAWADE夢ムック 2020年3月）[32]
- 最新翻訳小説地図70人アンケート -『Xと云う患者　龍之介幻想』デイヴィッド・ピース/訳：黒原敏行（『群像』2020年6月）[33]
- 「見果てぬ夢-メキシコ」新春特別エッセイ特集（『小説宝石』2021年1・2合併号）[34]
- 「暗黒の資本主義」コラム私の黒歴史（『野性時代』2021年3月号）[35]
- 16人の著名人が明かす私のお気に入り動画（週刊ポスト2021年9月10日号）[36]
- 「作家を作った言葉」第一回（『STORY BOX』2022年1月号）[37]
- 『私が選ぶ国書刊行会の3冊』（国書刊行会創業50周年記念小冊子 2022年11月）[38]
- 「詩人のトランクから」（館報『日本近代文学館』第310号　2022年11月 ）
- 「『ジョジョ』の源流はここにあり。」（『JOJO magazine 2022 WINTER』2022年12月）[39]
- 「佐藤究・選　『本当の戦争の話をしよう』＝ティム・オブライエン著　村上春樹・訳」今週の本棚・なつかしい一冊（『毎日新聞』2022年10月）
  - 『みんなのなつかしい一冊』（毎日新聞出版　2023年8月）収録[40]。
- 「ペンキの魔術師の灰」オヤジとおふくろ（『文藝春秋』 2024年4月号 ）
- 「方位磁石」気づけば、相棒（『小説宝石』第310号　2024年7月号 ）
- 「物語（エンターテインメント）にとっての暴力」（『チ。－地球の運動について－』第Ｑ集　2024年10月）
- 「残された〈結び目〉の謎」生誕一〇〇周年　よみがえる三島由紀夫―三島由紀夫への手紙（『新潮』2025年2月号）
- 「風、息吹、地獄、窓」ドゥルーズ生誕100周年　終わりなき生成変化（『文藝』2025年夏季号）

## インタビュー
- 「文学者の肖像」ロングインタビュー全4回／聞き手・構成：山内宏泰　撮影：伊澤絵里奈（cakes 2017年9月）[41]
- 『テスカトリポカ』著者インタビュー／構成:橋本紀子　撮影:国府田利光（週刊ポスト2021年3月12日号）[42]
- 朝宮運河のホラーワールド渉猟「テスカトリポカ」インタビュー／文：朝宮運河　写真：有村蓮（朝日新聞デジタル「好書好日」2021年3月20日）[43]
- PickUPインタビュー『テスカトリポカ』／文・取材：瀧井朝世　撮影：山口宏之（小学館「WEBきらら」2021年4月号）[44]
- 迷宮解体新書　第121回／インタヴュー＆文：村上貴史（ハヤカワミステリマガジン　2021年5月号）[45]
- 作家の書き出し／インタビュー・構成：瀧井朝世　撮影：佐藤亘（別冊文藝春秋 2021年5月号）[46]
- 『テスカトリポカ』直木賞受賞インタビュー／取材・文：瀧井朝世　撮影：松本輝一（文春オンライン 2021年7月）[47]
- 作家の読書道　第231回／取材・文：瀧井朝世　撮影：山口宏之（WEB本の雑誌 2021年7月） [48]
- BOOK 第165回直木賞／文・竹縄昌（ZakZak 2021年10月）[49]
- 第165回直木賞受賞、佐藤究インタビュー／文・撮影:瀬戸花音（スポーツ報知2021年8月22日号）[50]
- 「非会社員」の知られざる稼ぎ方　第98回／文・撮影:村田らむ（東洋経済オンライン2021年11月16日号）[51]
- 直木賞作家・佐藤究が考える小説の役割と「知る」ことの大きな価値／インタビュー：羽佐田瑶子　撮影：Mayumi Hosokura（TOKION 2021年12月21日）[52]
- 【著者の声 #5】『テスカトリポカ』佐藤究さん（小説家）／聞き手：早川洋平（大人の放課後ラジオ　2022年3月） [53]
- 『爆発物処理班の遭遇したスピン』佐藤究インタビュー／聞き手：大曽根幸太、撮影：森清、日下部真紀（講談社BOOK倶楽部　2022年7月）[54]
- 『幽玄Ｆ』熱血新刊インタビュー／取材・文＝吉田大助　撮影＝黒石あみ（小説丸　2023年10月）[55]
- 佐藤 究、三島由紀夫に挑んだ新作長編『幽玄F』を語る／構成・取材＝円堂都司昭、写真＝林直幸（Real Sound　2023年10月）[56]

## 対談
- 【対談】恩田陸《第26回受賞》×　佐藤究「第39回吉川英治文学新人賞受賞対談」（『小説現代』2018年5月号）[57]
- 【対談】丸山ゴンザレス×　佐藤究（『世界の混沌を歩く ダークツーリスト』丸山ゴンザレス著  講談社文庫）[58]
- 【対談】物語と時間をめぐる究・極対談　佐藤究×京極夏彦／構成・文：朝宮運河　写真：佐山順丸（『小説野性時代 第210号』2021年5月号）[59]
- 【対談】第165回直木賞受賞記念対談　佐藤究×澤田瞳子「1977年9月生まれのふたり」／聞き手：「オール讀物」編集部（『オール讀物』2021年9・10月合併号）[60]
- 【鼎談】リクエスト・アンソロジー刊行記念　佐藤究×真藤順丈×王谷晶／構成・吉田大助　撮影・都築雅人（『小説宝石』2021年12月号）[61]
- 【対談】『テスカトリポカ』佐藤究×『ルポ 川崎』磯部涼 特別対談／構成・取材：篠原諄也、取材：林直幸、撮影協力：EL carbon（『Real Sound』2021年12月30日）[62]
- 【対談】河野一隆（東京国立博物館）×佐藤究「神に捧げた心と体」（「古代メキシコ」展、九州国立博物館）[63]
- 【鼎談】「ナチスの奥底に現代を見た。」佐藤究 × マライ・メントライン × 神島大輔（『GOAT』第２号　2025年6月号）

## 講演
- 小説の価値と世界の黒い霧（松本清張記念館　2023年8月6日）[64]
- 小説における超自然的なものの価値（島根県立美術館ホール　2024年3月24日）[65]

## 企画
- 文豪レジェンドTシャツ（共同企画：ハードコアチョコレート、丸山ゴンザレス）[66]
  - 江戸川乱歩
  - 松本清張
  - 小泉八雲
- 出版企画　テテクイカ[67]
  - 河村悟著『純粋思考物体』（2022年9月）
  - 河村悟　詩集『裂果と雷鳴　或る天使刑の破片』（2024年2月）